# Charles Axtell
Charles Sumner Axtell (Hyannis, Massachusetts, 29 de gener de 1859 - Springfield, Massachusetts, 24 de novembre de 1932) va ser un tirador estatunidenc que va competir a cavall del segle xix i el segle xx.
El 1908 va prendre part en els Jocs Olímpics de Londres, on disputà dues proves del programa de tir. En la prova de pistola lliure per equips guanyà la medalla d'or, mentre en la prova individual fou quart.